# Aktenvermerk

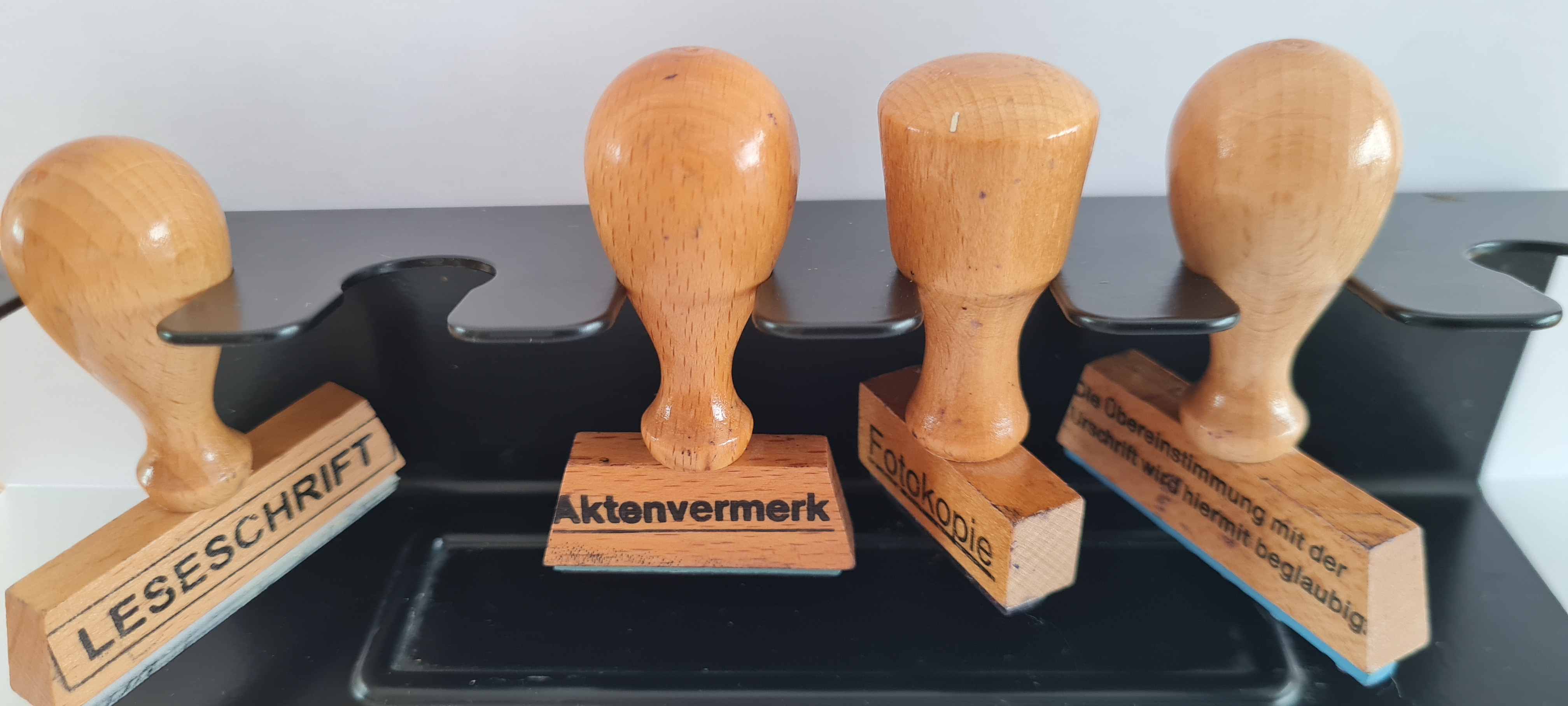
Handstempel zur Anfertigung von Aktenvermerken

Der Aktenvermerk ist in Unternehmen und öffentlicher Verwaltung (Behörden) ein Schriftstück, das einen bestimmten Sachverhalt erfasst und zur Information anderer Stellen dient.

## Allgemeines
Sprachlich setzt sich das Kompositum aus „Akte“ und „Vermerk“ zusammen, also einem Vermerk, der zu den Akten genommen wird. Aktenvermerke sind Kommunikationsmittel, die den Sachverhalt in einer Hierarchie bekannt machen sollen und in einer Akte abgelegt werden. Dadurch wird der in ihm enthaltene Sachverhalt „aktenkundig“.  Es kann sich dabei um eine kurze handschriftliche Aktennotiz handeln oder bei längeren Vermerken ein maschinengeschriebener Vermerk. Zweck des Aktenvermerks ist die schriftliche Aufzeichnung von zuvor geführten Besprechungen, Besuchen, Gesprächen, Tagungen oder Verhandlungen oder bisher ungeklärten Sachverhalten. Aktenvermerke sind indirekte und unpersönliche Kommunikationsmittel. Mindestbestandteile sind die Überschrift als „Aktenvermerk“, Betreff, Datum, Verfasser, dessen Unterschrift und Verteilerkreis.

## Verwaltungswissenschaft
In der Verwaltungswissenschaft ist der Aktenvermerk die (bei Papier-Akten teilweise handgeschriebene) Notiz des die Akten führenden Amtsträgers in einer Verwaltungsakte, durch die eine weder allgemein bekannte noch bereits in der Akte durch Schriftstücke dokumentierte Information weitergegeben wird. Er gewährleistet, dass ein Verwaltungsverfahren mit allen später möglicherweise entscheidungsrelevanten Umständen vollständig und vor allem nachvollziehbar dokumentiert wird. Der Aktenvermerk beinhaltet neben den Mindestbestandteilen noch das Aktenzeichen und berichtet über neue Fakten oder Aspekte, die für den Fortgang einer Sache wichtig sind.
Insbesondere in der öffentlichen Verwaltung tragen Aktenvermerke wesentlich dazu bei, das Verwaltungshandeln nachvollziehbar und transparent zu machen, was eine wichtige Grundbedingung des Rechtsstaats darstellt.

## Arten
Die Aktennotiz erfasst Ereignisse in Kurzform, die für eine Vorgangsbearbeitung wichtig sein könnten. Ein Besuchsvermerk beinhaltet die bei einem Besuch vorgekommenen Gesprächsinhalte, Besprechungsvermerke halten interne Besprechungen oder Gespräche fest, Telefonate werden in einem Telefonvermerk erfasst. Ein Executive Summary fasst einen umfangreichen Bericht in Kurzform für Entscheidungsträger zusammen. Bedarf der im Aktenvermerk festgehaltene Sachverhalt noch einer Entscheidung, so kann der Vermerk gleichzeitig als Entscheidungsvorlage genutzt werden. Im Aktenvermerk kann auch der Status eines Projekts oder der Bearbeitungszustand eines Arbeitsvorgangs innerhalb eines Arbeitsablaufs festgehalten werden.

## Syntax und Abkürzungen
Aktenvermerke kennen eine Vielzahl von Besonderheiten hinsichtlich Abkürzungen und Syntax, die sich stark zwischen den unterschiedlichen Verwaltungstraditionen in Justiz und Exekutive, aber auch nach Regionen unterscheiden können.
Weit verbreitet sind Abkürzungen wie AV oder Vmk. („Aktenvermerk“, „Vermerk“, sie leiten einen Vermerk ein) sowie UZ („Unterzeichner“) oder BE („Berichterstatter“), womit der Verfasser des Vermerks sich selbst bezeichnet.
Ein Vermerk muss als solcher für Dritte erkennbar sein, daher trägt er oft die Überschrift „Vmk“. Häufig wird der Vermerk aus neutraler Perspektive („Es meldet sich Herr Müller und erklärt …“) oder aus der Perspektive eines imaginären, unbeteiligte Dritten geschrieben („Beim UZ spricht Herr Müller vor. Er erklärt …“). Dies hat den Zweck, dass der Vermerk gleichsam selbst – und nicht dessen Verfasser – zu seinem Leser spricht. Ein Vermerk wird mit dem Namen und der Dienstbezeichnung unterschrieben, während eine Verfügung nur mit der Paraphe abgezeichnet wird.

## International
In Österreich sind „amtliche Wahrnehmungen, mündliche oder telefonische Anbringen oder sonstige Mitteilungen an die Behörde, mündliche oder telefonische Belehrungen, Aufforderungen, Anordnungen und sonstige Äußerungen, schließlich Umstände, die nur für den inneren Dienst der Behörde in Betracht kommen, wenn nicht anderes bestimmt ist und kein Anlass zur Aufnahme einer Niederschrift besteht, erforderlichenfalls in einem Aktenvermerk kurz festzuhalten. Der Aktenvermerk ist vom Amtsorgan unter Beisetzung des Datums zu unterschreiben; wurde der Aktenvermerk elektronisch erstellt, kann an die Stelle dieser Unterschrift ein Verfahren zum Nachweis der Identität (§ 2 Ziff. 1 E-GovG) des Amtsorgans und der Authentizität (§ 2 Ziff. 5 E-GovG) des Aktenvermerks treten“ (§ 16 Allgemeines Verwaltungsverfahrensgesetz 1991).
In der Schweiz kann durch eine Aktennotiz ein wichtiger Sachverhalt dokumentiert und als zusätzliche Information zu den Akten gelegt werden. Auch im privaten Geschäftsalltag ist es ratsam, Aktennotizen zu erstellen, wenn ein wichtiger Sachverhalt zu einem konkreten Geschäftsfall bekannt wird.
Im angelsächsischen Raum hat der Aktenvermerk (englisch note, file note, memorandum, memo) denselben Inhalt wie in Deutschland.